# Valériane dioïque
Valeriana dioica
Espèce
Classification phylogénétique
La Valériane dioïque ou Valériane des marais (Valeriana dioica) est une plante herbacée vivace de la famille des Caprifoliacées (anciennement des Valérianacées).

## Description
Elle mesure de 10 à 40 cm de haut, ce qui lui vaut le nom de petite valériane (comparativement à la valériane officinale). Ses feuilles inférieures sont longuement pétiolées, leur limbe est entier, ovale, tandis que les feuilles caulinaires sont sessiles, pennatiséquées, le lobe terminal plus grand que les latéraux.

## Biologie
Comme son nom l'indique, c'est une plante dioïque : les fleurs mâles et les fleurs femelles sont portées sur des pieds distincts, mais, rarement, elle peut présenter des fleurs hermaphrodites.
Elle fleurit d'avril à juin.

## Habitat
Prairies humides.